# 龙潭镇 (岫岩县)
龙潭镇，是中华人民共和国辽宁省鞍山市岫岩满族自治县下辖的一个乡镇级行政单位。

## 行政区划
龙潭镇下辖以下地区：
鹿圈村、梨洒村、相信村、龙潭村、蜜蜂村、大房子村、张堡村和相荣村。